# Valdo Del Lucchese
Valdo Del Lucchese (Chianni, maggio 1923 – Livorno, 10 gennaio 2015) è stato un politico italiano.

## Biografia
Invalido di guerra, Del Lucchese aveva iniziato la politica nelle lotte operaie di Piombino ed era giunto a Livorno in seguito alla riorganizzazione interna al partito operata da Rodolfo Morandi. Fu segretario della Cgil, consigliere provinciale, e venne eletto presidente della Provincia con il Partito Socialista Italiano di Unità Proletaria nel 1970. Nella prima metà degli anni ottanta fu consigliere comunale a Livorno con il Partito Comunista Italiano, nell'amministrazione presieduta da Alì Nannipieri. Dipendente dell'ASL, fu direttore della biblioteca dell'ospedale e fondatore nel 2003 dell'Associazione cure palliative; ricevette inoltre l'onorificenza di commendatore al merito della Repubblica Italiana.
Dal 2008 al 2015 fu vicepresidente dell'Associazione nazionale mutilati e invalidi di guerra. Ricoverato in ospedale il 4 gennaio 2015 per una polmonite, morì il 10 gennaio successivo all'età di novantuno anni.

## Pubblicazioni
- Valdo Del Lucchese, Passato presente futuro. Compendio della storia dell'Associazione nazionale fra mutilati e invalidi di guerra 1917-2012, Roma, Associazione nazionale fra mutilati ed invalidi di guerra, 2012.